# Liste der Naturdenkmale in Leubsdorf (Sachsen)
Die Liste der Naturdenkmale in Leubsdorf (Sachsen) nennt die Naturdenkmale in Leubsdorf im sächsischen Landkreis Mittelsachsen.

## Definition
„Naturdenkmäler sind rechtsverbindlich festgesetzte Einzelschöpfungen der Natur oder entsprechende Flächen bis zu fünf Hektar, deren besonderer Schutz erforderlich ist
1. aus wissenschaftlichen, naturgeschichtlichen oder landeskundlichen Gründen oder
2. wegen ihrer Seltenheit, Eigenart oder Schönheit.“

„§ 18 – Naturdenkmäler – (zu § 28 BNatSchG)
(1) Die Erklärung nach § 22 Abs. 1 BNatSchG von Teilen von Natur und Landschaft als Naturdenkmal erfolgt durch Rechtsverordnung oder Einzelanordnung.
(2) Über § 28 Abs. 1 BNatSchG hinaus können Naturdenkmäler zur Sicherung von Lebensgemeinschaften oder Lebensstätten von im Bestand gefährdeten oder streng geschützten Arten festgesetzt werden.“

## Naturdenkmale
Link zu einem Kartenansichtstool, um Koordinaten zu setzen.
| Bild                          | Bezeichnung                                              | Lage                                                            | Beschreibung                         | Datum | Nummer  |
| ----------------------------- | -------------------------------------------------------- | --------------------------------------------------------------- | ------------------------------------ | --- | ------- |
| mehr Fotos \| Fotos hochladen | Linde am Querweg in Leubsdorf                            | Leubsdorf am Querweg (50° 48′ 23,4″ N, 13° 10′ 1,7″ O)          | Linde – Tilia                        | Verordnung des Landkreises Freiberg zur Festsetzung von Naturdenkmalen im Landkreis Freiberg vom 8. Dezember 2005 | ND 027  |
| mehr Fotos \| Fotos hochladen | Blut-Buche in Hohenfichte                                | Hohenfichte (50° 49′ 21″ N, 13° 7′ 56,5″ O)                     | Blutbuche – Fagus sylvatica purpurea | Verordnung des Landkreises Freiberg zur Festsetzung von Naturdenkmalen im Landkreis Freiberg vom 8. Dezember 2005 | ND 029  |
| mehr Fotos \| Fotos hochladen | Lärche in Hohenfichte                                    | Hohenfichte (50° 49′ 24,8″ N, 13° 7′ 49,9″ O)                   | Lärche – Larix                       | Verordnung des Landkreises Freiberg zur Festsetzung von Naturdenkmalen im Landkreis Freiberg vom 8. Dezember 2005 | ND 030  |
| mehr Fotos \| Fotos hochladen | Linde bei Schellenberg                                   | Schellenberg bei Schellenberg (50° 48′ 15,1″ N, 13° 6′ 46,5″ O) | Linde – Tilia                        | Verordnung des Landkreises Freiberg zur Festsetzung von Naturdenkmalen im Landkreis Freiberg vom 8. Dezember 2005 | ND 031  |
| BW                            | Teich Marbach                                            | Marbach (50° 47′ 23,7″ N, 13° 7′ 30,6″ O)                       | FND                                  | 27.05.1994 | fg: 004 |
| BW                            | Schiefers Wiese                                          | Hohenfichte (50° 49′ 0,7″ N, 13° 9′ 30,1″ O)                    | FND                                  | 11.06.1997 | fg: 059 |
| BW                            | Flöhauferzone im Mühlholz                                | Leubsdorf (50° 47′ 8,2″ N, 13° 9′ 20,6″ O)                      | FND                                  | 1.10.1981 | fg: 077 |
| BW                            | Grobkristalliner Quarzporphyr                            | Neumühle (50° 49′ 20,7″ N, 13° 8′ 35,6″ O)                      | FND                                  | 1.10.1981 | fg: 078 |
| BW                            | Schlucht des Höllmühlenbächels im Frauenholz bei Berbach | Berbach (50° 47′ 24,1″ N, 13° 9′ 4,1″ O)                        | FND                                  | 1.10.1981 | fg: 086 |
| BW                            | Talaue der Großen Lößnitz am Bergmännel                  | Leubsdorf (50° 48′ 29,6″ N, 13° 12′ 35,1″ O)                    | FND                                  | 1.10.1981 | fg: 087 |
| mehr Fotos \| Fotos hochladen | Krokuswiese in Schellenberg                              | Schellenberg (50° 48′ 5,1″ N, 13° 6′ 58,9″ O)                   | FND                                  | 12.10.1989 | fg: 088 |

## Ehemalige Naturdenkmale
Link zu einem Kartenansichtstool, um Koordinaten zu setzen.
| Bild | Bezeichnung                  | Lage                                                                                  | Beschreibung                                                      | Datum | Nummer |
| ---- | ---------------------------- | ------------------------------------------------------------------------------------- | ----------------------------------------------------------------- | --- | ------ |
| BW   | Feld-Ulme in Hammerleubsdorf | Hammerleubsdorf Flurstück Nr. 857/11; an der Talstraße (50° 49′ 8,8″ N, 13° 11′ 2″ O) | Der Baum wurde 2007 gefällt, da er durch einen Pilz befallen war. | Verordnung des Landkreises Freiberg zur Festsetzung von Naturdenkmalen im Landkreis Freiberg vom 8. Dezember 2005 | ND 028 |